# Озеро Ненависти
О́зеро Не́нависти (лат. Lacus Odii) — небольшое лунное море в центральной части видимого лунного диска, к юго-западу от Моря Ясности.
Селенографические координаты 19°15′ с. ш. 7°17′ в. д. / 19,25° с. ш. 7,29° в. д., диаметр около 73 км.